# Canis lupus irremotus
Волк Скалистых гор (лат. Canis lupus irremotus) — подвид серого волка, обитающий на севере Скалистых гор. Подвид был занесен в список исчезающих 9 марта 1978 года, но этот статус был снят в 2000 году благодаря успешному восстановлению поголовья волков на севере Скалистых гор, в штатах Айдахо, Вайоминг и Монтана. 6 августа 2010 года волк в северной части Скалистых гор был принят под охрану в соответствии с Законом об исчезающих видах. Окружной судья США Дональд Моллой принял решение отменить предыдущее постановление Службы охраны рыбы и дикой природы США. 31 августа 2012 года этот подвид волка был удалён из списка охраняемых животных, популяция считается стабильной.
Часть популяции, обитавшая в США, ныне считается исчезнувшей. Есть сообщение о нескольких волках, обитающих в национальном парка Гласье (Glacier National Park) в Монтане, которые предположительно относятся к подвиду волка Скалистых гор.

## Описание
Весит 70-150 фунтов (32-68 кг) и достигает в длину 26-32 дюймов, что делает его одним из крупнейших подвидов серого волка. Шерсть светлого серого цвета.

### Пищевые привычки
Северный волк Скалистых гор охотится в основном на бизонов, лосей, оленей и бобров, хотя может напасть и на других зверей, если возникнет необходимость.
Во времена острой нехватки продовольствия могут быть каннибалами, убивая и съедая раненого или слабого члена группы.